# Бинкељ
Бинкељ (словен. Binkelj) је насељено место у општини Шкофја Лока, Горењска регија, Словенија.

## Историја
До територијалне реорганизације у Словенији био је у саставу старе општине Шкофја Лока.

## Становништво
У попису становништва из 2011. године, Бинкељ је имао 175 становника.
| Број становника према пописима | Број становника према пописима | Број становника према пописима |
| ------------------------------ | ------------------------------ | ------------------------------ |
| 1991                           | 2002                           | 2011                           |
| 155                            | 164                            | 175                            |

Напомена: Године 1984. и 1985. године умањено за делове насеља који су припојени насељу Шкофја Лока.